# Distretto di Suakoko
Il distretto di Suakoko è un distretto della Liberia facente parte della contea di Bong.